# پتار زاپیروانوف
پتار زاپیروانوف (بلغاری: Петър Димитров Запрянов , March 23, 1959؛ زادهٔ ۲۳ مارس ۱۹۵۹) تیرانداز اهل بلغارستان است.